# サージャバリ・ライス
- サー・ジャバリ・ライス

サージャバリ・プリンス・ライス（Sir'Jabari Prince Rice, 1998年12月28日 - ）は、アメリカ合衆国・テキサス州ヒューストン出身のプロバスケットボール選手。バロンセスト・リーガのメトロス・デ・サンティアゴに所属している。ポジションはシューティングガード。

## 経歴
当初よりフットボールをして育ち、高校2年生になるまで組織的なバスケットボールをプレーしなかったテキサス州ミズーリのサーグッド・マーシャル高校に通い、ジュニア代表レベルで1年間過ごした後、ジュニアシーズンに代表バスケットボールチームに加わった。シニアとして、チームがクラス 5A の州タイトルゲームに到達するのに貢献した。ニューメキシコ州立大学で大学バスケットボールをプレーすることを約束し、UMassが彼に奨学金を提供する唯一の他のプログラムだった。

### カレッジ
ニューメキシコ州立大学での最初のシーズンは赤シャツを着て、体力を強化し、ダイエットとスキルを向上させた。新入生としてベンチから出た後、1試合平均12.8得点、5.1リバウンドを記録し、2年目のシーズンにはオールウェスタン・アスレチック・カンファレンス（WAC）のファーストチームに選ばれた。ジュニア時代、ライスは1試合平均13.2得点、5.3リバウンド、2.2アシストを記録し、オールWACセカンドチームの栄誉を獲得した。シニアシーズンでは、1試合平均11.9得点、4.8リバウンド、3.2アシストを記録し、オールWACのセカンドチームに選ばれた。3年時にテキサス大学に転校後は、ほとんどベンチからの出場にもかかわらずチームの中心選手の一人となり、サードチームのオールビッグ12とビッグ12の年間最優秀シックスマンに選ばれた。

### オースティン・スパーズ
2023年のNBAドラフトでは指名はなく、7月5日にサンアントニオ・スパーズとツーウェイ契約を結んだが、12月14日に解雇された。2日後にNBAGリーグのオースティン・スパーズへ加入した。

#### メトロス・デ・サンティアゴ
2024年6月10日にバロンセスト・リーガのメトロス・デ・サンティアゴと契約を結んだ。

### スーフォールズ・スカイフォース
10月28日にNBAGリーグのスーフォールズ・スカイフォースへ加入したが、3試合に出場した後の11月27日に解雇された。

### サウスベイ・レイカーズ
12月3日にNBAGリーグのサウスベイ・レイカーズへ加入した。

## 個人成績

### NBAGリーグ
| シーズン | チーム | GP | GS | MPG  | FG%  | 3P%  | FT%  | RPG | APG | SPG | BPG | PPG  |
| -------- | ------ | -- | -- | ---- | ---- | ---- | ---- | --- | --- | --- | --- | ---- |
| 2023-24  | AUS    | 32 | 10 | 22.1 | .430 | .336 | .796 | 3.1 | 3.0 | .9  | .3  | 10.2 |
| 通算     | 通算   | 32 | 10 | 22.1 | .430 | .336 | .796 | 3.1 | 3.0 | .9  | .3  | 10.1 |

### カレッジ
| シーズン | チーム                  | GP  | GS | MPG  | FG%  | 3P%  | FT%  | RPG | APG | SPG | BPG | PPG  |
| -------- | ----------------------- | --- | -- | ---- | ---- | ---- | ---- | --- | --- | --- | --- | ---- |
| 2018-19  | ニューメキシコ ステート | 31  | 5  | 10.9 | .326 | .157 | .654 | 2.2 | .8  | .5  | .2  | 3.4  |
| 2019-20  | ニューメキシコ ステート | 30  | 19 | 26.3 | .468 | .388 | .827 | 5.1 | 1.9 | .8  | .2  | 12.8 |
| 2020-21  | ニューメキシコ ステート | 18  | 18 | 30.2 | .469 | .355 | .816 | 5.3 | 2.2 | .7  | .4  | 13.2 |
| 2021–22  | ニューメキシコ ステート | 32  | 32 | 32.3 | .391 | .335 | .779 | 5.1 | 3.1 | .6  | .3  | 11.9 |
| 2022–23  | テキサス                | 38  | 3  | 25.3 | .464 | .371 | .863 | 3.5 | 2.0 | .9  | .3  | 13.0 |
| 通算     | 通算                    | 149 | 77 | 24.6 | .436 | .344 | .804 | 4.1 | 2.0 | .7  | .3  | 10.7 |